# Guntram Fischer
Guntram Maria Fischer (* 24. März 1908 in Groß Dombrowka; † 14. Januar 2000 in Bad Königshofen) war ein deutscher Jurist, Richter und Landgerichtsdirektor am Landgericht Düsseldorf, erster Honorarprofessor an der Juristischen Fakultät der Universität Düsseldorf sowie Autor zahlreicher geschichtlicher und heimatgeschichtlicher Bücher.
Fischer wurde in Oberschlesien geboren, von wo seine Familie 1919 floh. Er besuchte die Gymnasien in Beuthen, Breslau, Oels und schließlich in Düsseldorf. Von 1929 bis 1932 war er Werkstudent in Köln und Berlin, in den folgenden drei Jahren Gerichtsreferendar in Düsseldorf. 1934 schrieb er seine Dissertation mit dem Thema „Der Rechtsanspruch auf Ost-Oberschlesien“ an der Universität zu Köln, im Jahr darauf schloss sich sein Assessor-Examen an. In den folgenden drei Jahren war er Hilfsdozent an der Rechtsakademie zu Jüterbog und Gerichtsassessor in Düsseldorf und 1940 Landgerichtsrat. Im Zweiten Weltkrieg war er Soldat und wurde in dieser Zeit vom Kanonier bis zum Oberleutnant befördert und erhielt mehrere Kriegsauszeichnungen.
Unmittelbar nach dem Krieg wurde Fischer unter der amerikanischen Besatzungsmacht aufsichtführender Richter beim Amtsgericht Bad Königshofen sowie ab 1946 zusätzlich daselbst Stadtrat, Mitbegründer des Realgymnasiums und der Volkshochschule. Von 1948 an war Fischer wieder Richter am Düsseldorfer Landgericht sowie Referendar-Arbeitsgemeinschafts-Leiter. 1957 wurde er zum Landgerichtsdirektor ernannt und ab 1961 Vorsitzender der Berufungskammer, in der unter seiner Leitung die Düsseldorfer Tabelle zur Vereinheitlichung der Unterhaltszahlungen entwickelt wurde. Bis zum Ende seiner aktiven beruflichen Laufbahn 1971 war er außerdem Prüfer beim Landesjustizprüfungsamt des Oberlandesgerichts Düsseldorf, Leiter des Rechtskundeunterrichts und bei Ausgrabungen. Im Ruhestand war er wieder Rechtsanwalt einer eigenen Kanzlei, ab 1973 mit Zulassung am Oberlandesgericht Düsseldorf.
Erst zum Ende und nach seiner beruflichen Tätigkeit befasste sich Fischer mit Veröffentlichungen rechtshistorischem Inhalt und heimatkundlichen Beiträgen wie „Heimatkunde in Rath“ (1967), „Düsseldorf und sein Landgericht“ (1970) oder die Konzeption der Ausstellungen „Vom Sachsenspiegel bis zur Reichsanwaltsordnung“ (1979) und „Das Oberlandesgericht Düsseldorf in Vergangenheit und Gegenwart anlässl. d. Ausstellung zum 75jährigen Jubiläum d. Oberlandesgerichts Düsseldorf“. Dazu schrieb er 1981 die Festschrift „75 Jahre Oberlandesgericht Düsseldorf“. Außerdem war er Förderer von Doktoranden und erhielt 1982 von der Landesregierung Nordrhein-Westfalen die Ernennung zum Professor. Fischer gilt als Wegbereiter der Rechtswissenschaftlichen Fakultät der Universität Düsseldorf. Am 21. September 1989 wurde er mit dem Verdienstorden des Landes Nordrhein-Westfalen ausgezeichnet.

## Schriften (Auswahl)
- Das Oberlandesgericht Düsseldorf in Vergangenheit und Gegenwart. Verein für Düsseldorfer Rechtsgeschichte, Düsseldorf 1981
- Düsseldorf und seine Rechtsakademie. Triltsch-Verlag, Düsseldorf 1983, ISBN 3-7998-0024-7